# کلودیو چنا
کلودیو چنا (انگلیسی: Claudio Chena؛ زادهٔ ۲۷ ژوئیهٔ ۱۹۶۴) بازیکن فوتبال اهل آرژانتین است.
از باشگاه‌هایی که در آن بازی کرده‌است می‌توان به باشگاه فوتبال دپورتیوو مورون، باشگاه فوتبال استودیانتس، و باشگاه فوتبال بلومینگ اشاره کرد.